# Фильм-тайна
Фильм-тайна, фильм-загадка, фильм-мистерия (англ. mystery film) или просто мистерия — жанр кино, в котором действие вращается вокруг раскрытия преступления или решения схожей проблемы. Фокусируется на усилиях полицейского, детектива или сыщика-любителя раскрыть загадочные происшествия с помощью улик, расследования и дедукции. Частым элементом сюжета фильма-тайны является саспенс — такое «тревожное ожидание» достигается с помощью саундтрека, ракурсов камеры, тяжелых теней и необычного поворота сюжета. Признанным мастером этого жанра являлся Альфред Хичкок (1899—1980). Детективный фильм является отдельным видом фильма-тайны. Также жанр часто тематически пересекается с триллером и шпионским фильмом.

## Определение и характеристики
Фильмы-тайны, как правило, сосредоточены на раскрытии преступления или другой схожей головоломки. Тайной обычно является убийство, которое должны раскрыть полицейские, детективы или сыщики-любители. Зрителю представляется ряд вероятных подозреваемых, некоторые из которых являются «отвлекающими персонажами», то есть, у них есть мотив и/или возможность для совершения преступления, но на самом деле они этого не делали. Иногда зрителю предоставляется информация, недоступная главному герою, который расследует преступление (тайну) и в итоге разоблачает преступника.
Как правило, фильм-тайна придерживается одного из двух типов сюжетов, известных как «открытые» и «закрытые». Закрытая (или whodunit, с англ. — «кто сделал это?») тайна скрывает личность преступника до конца истории, добавляя элемент неизвестности во время задержания подозреваемого, поскольку зрители до последнего не уверены, кто это. Открытая тайна, напротив, раскрывает личность преступника в начале повествования, демонстрируя «идеальное» «нераскрываемое преступление», которое главный герой в конце фильма с блеском раскрывает.
Места действия фильма-тайны обычно весьма обыденны и не требуют дорогих декораций и спецэффектов.

## История

### Литературное влияние
Первые фильмы-тайны появились ещё на заре немого кино. Например, в США в 1900 году на экраны вышла мутоскоп-лента «Озадаченный Шерлок Холмс» — первый фильм о Шерлоке Холмсе. Во Франции в 1908 году состоялась премьера шестисерийного фильма «Ник Картер, король сыщиков», сюжет которого был заимствован из популярной американской серии романов о детективе Нике Картере. В 1913 году также во Франции вышел пятисерийный киносериал «Фантомас», основанный на серийном бестселлере о супер-преступнике, преследуемом упрямым инспектором Жювом.
В 1935 году в США вышел успешный фильм «Тайна Эдвина Друда» снятый по одноимённому неоконченному роману Чарльза Диккенса. В 1942 году вышла «Тайна Мари Роже», снятая по одноимённой повести (1842) Эдгара Аллана По.
Американской писательнице Мэри Робертс Райнхарт (1876—1958) приписывают создание литературного приёма «Если бы я только знал» (англ. Had I but known) и авторство фразы «Убийца — дворецкий» (англ. The butler did it). Её детективные повести послужили основой для целого ряда успешных фильмов-тайн: «Летучая мышь» (1926), «Шёпот Летучей мыши» (1930), «Летучая мышь» (1959).
Бесспорным лидером среди литературных сыщиков, появлявшихся в главных ролях фильмов-тайн, является Шерлок Холмс. Как уже говорилось выше, кинодебют этого персонажа состоялся в самом начале XX века, и к настоящему времени (2022 год) он был сыгран множеством актёров в более чем 200 фильмах и сериалах.
Английская писательница Дороти Ли Сэйерс (1893—1957) придумала аристократа — детектива-любителя лорда Питера Уимзи. С этим персонажем в главной роли вышли успешные кинокартины «Молчаливый пассажир» (1935) и «Медовый месяц с привидениями» (1940).
Среди прочих литературных сыщиков-детективов (в том числе женщин), появлявшихся в главных ролях фильмов-тайн, можно отметить таких персонажей как: Чарли Чан, Эллери Куин, Нэнси Дрю, Ниро Вульф, мисс Марпл, Эркюль Пуаро, Перри Мейсон, Хильдегард Уайтерс, Сэм Спейд, Филип Марлоу, Майк Хаммер, Лью Арчер, Бульдог Драммонд, мистер Мото, мистер Вонг, Фило Вэнс.

### Классический период: 1930-е
Многие фильмы-тайны этого периода заканчивались так называемой объяснительной «детективной развязкой», которая быстро стала кинематографическим (и литературным) клише. Когда подозреваемые собирались вместе, детектив театрально объявлял, что «убийца находится в этой самой комнате!», после чего переходил к перечислению улик и озвучивал свои умозаключения, раскрывающие личность убийцы.
В 1930-х годах вышло много фильмов-тайн в условной стилистике «старый тёмный дом» по стандартной формуле: тёмная бурная ночь, оглашение завещания, тайные ходы, серия странных убийств и так далее — в таких лентах расчёт делался больше на захватывающий сюжет, чем на «звёздный» актёрский состав. Типичные примеры таких картин: «Бесшумный ужас» (1930), «Монстр идёт» (1932), «Ночь ужаса» (1933), «Одна пугающая ночь» (1935).
Классический главный герой фильмов-тайн этого десятилетия «детектив-джентльмен», который раскрывал убийства сидя в гостиной и используя свой ум, а не физическую силу. Большинство из них были весьма состоятельными сыщиками-любителями, которые раскрывали преступления для собственного развлечения, не носили оружия и часто обладали причудливыми эксцентричными чертами характера. Этот тип борца с преступностью вышел из моды в 1940-х годах, когда новое поколение жёстких профессиональных частных детективов, основанных, в частности, на романах Дэшила Хэмметта и Реймонда Чандлера, завоевало киноэкран.
- 1934 — «Тонкий человек». Сборы фильма в шесть раз превысили бюджет. На волне успеха были выпущены пять продолжений в том же жанре: в 1936, 1939, 1941[англ.], 1945[англ.] и 1947[англ.] годах, все они имели не меньший успех, чем первый фильм.
- 1936 — «Бывшая миссис Брэдфорд[англ.]». Сборы фильма почти в три раза превысили бюджет. Последняя лента режиссёра Стивена Робертса[англ.], который скоропостижно скончался от инфаркта в возрасте 40 лет.

### 1940-е — 1950-е
С началом Второй мировой войны очень многие фильмы резко приобрели мрачный оттенок цинизма и отчаяния, которого не было в 1930-х годах. Появляется кинематографический термин «нуар», охватывающий фильмы нескольких жанров. Пессимистичные, негероические истории о жадности, похоти и жестокости стали центральными во многих фильмах-тайнах. Мрачные, жестокие ленты с главными героями — циничными частными детективами в плащах, которые были почти такими же безжалостными, как преступники, которых они преследовали, стали стандартом жанра. Яркий пример — Хамфри Богарт в роли Сэма Спейда в «Мальтийском соколе» (1941) и он же в роли Филипа Марлоу в «Глубоком сне» (1946). Также ярко роль Марлоу исполнил Дик Пауэлл в фильме-тайне «Это убийство, моя милочка» (1944).
Поджанром фильма-тайны является ситуация, когда обязанности сыщика-детектива берёт на себя (зачастую поневоле) обычный человек, например, чтобы раскрыть убийство друга или очистить своё имя. Яркие примеры таких лент: «Леди-призрак» (1944), «Джонни Эйнджел» (1945), «Тёмный угол» (1946), «Калькутта» (1946), «Чёрный ангел» (1946), «Соблазнённый» (1947), «Рассчитаемся после смерти» (1947), «Крик об опасности» (1951). Один из последних известных фильмов-тайн в этом поджанре — «Мёртв по прибытии» (1950), в котором главный герой расследует собственное убийство.
Также существует несколько известных фильмов-тайн, чья сюжетная линия завязана на расизме: например, «Перекрёстный огонь» (1947), «Плохой день в Блэк-Роке» (1955), «История солдата» (1984).
Другой поджанр фильмов-тайн — «герметичный детектив», в котором группа людей оказывается в изолированном от остального мира месте, и среди них оказывается убийца, постепенно уменьшающий количество главных героев; кто он — остаётся загадкой до последних минут. Наиболее известные примеры: экранизации «Десяти негритят» (1945, 1965, 1974, 1987 и 1989 годов), «Пять кукол для августовской луны» (1970), «Идентификация» (2003), «Охотники за разумом» (2004), «Остров Харпера» (2009, мини-сериал).
- 1941 — «Шаги в темноте». Один из самых неудачных фильмов актёра Эррола Флинна[7].
- 1944 — «Лора». 4-е место в списке «Лучших американских детективов», 7-е место в списке «Лучшая музыка в американских фильмах»; «Оскар» в категории «Лучшая операторская работа в чёрно-белом фильме» и ещё четыре номинации на «Оскар» в других категориях.
- 1947 — «Леди в озере». Режиссёрский дебют актёра Роберта Монтгомери. Впервые в истории кино фильм полностью снят «от первого лица»[англ.] (глазами Филипа Марлоу).
- 1947 — «Из прошлого». Сложная фаталистическая сюжетная линия фильма, мрачная операторская работа и классическая роковая женщина принесли фильму признание критиков и статус культового[8].
- 1953 — «Суд — это я». Первое появление на экране детектива Майка Хаммера. Снят в трёхмерном формате и оснащён стереозвуком.
- 1955 — «Целуй меня насмерть». По мнению многих киноведов, завершает собой классическую эпоху нуара[9][10].

### Возрождение жанра: 1960-е — 1970-е
В 1960-х годах произошло возрождение нуара. На экранах вновь появился детектив Марлоу («Марлоу» (1969), «Долгое прощание» (1973), «Вечный сон» (1978)). Детектив Лью Арчер предстал зрителям в лентах «Харпер» (1966) и «Подмокшее дело» (1975). Бульдог Драммонд появился в картинах «Беспощаднее мужчин» (1967) и «Некоторые девушки могут» (1969). В 1982 году, после долгого перерыва, зрители вновь увидели на экранах Майка Хаммера («Суд — это я»). По возможности бережно атмосфера классических фильмов-тайн 1930-х годов была воссоздана в лентах «Список Эдриана Мессенджера» (1963), «Игра на вылет» (1972), «Последний круиз на яхте „Шейла“» (1973), «Кто убивает великих европейских поваров?» (1978).
Среди себе подобных ярко выделяется фильм Микеланджело Антониони «Фотоувеличение» (1966). Это уникальный эротический «анти-детектив», символизирующий бесцельный гедонизм 1960-х годов. Лондонский фотограф находит улики убийства, но раскрытие преступления становится неуместным в обществе (моды свингующего Лондона), где на самом деле это никого не волнует. «Золотая пальмовая ветвь» Каннского кинофестиваля, две номинации на «Оскар» за режиссёрскую и сценарную работы. В 1981 году Брайан Де Пальма сделал ремейк этой картины под названием «Прокол», сохранив жанр «неонуарный триллер-тайна» (англ. neo-noir mystery thriller film).
- 1960 — «Запах тайны». В ленте была первый и последний раз использована система сопровождения сюжета запахами Smell-O-Vision.
- 1961 — «В 16.50 из Паддингтона[англ.]».
- 1964 — «Самое жуткое убийство»
- 1964 — «Эй, убийство![англ.]»
- 1965 — «Убийства по алфавиту[англ.]»
- 1965 — «Убийца в спальном вагоне». Премия Национального совета кинокритиков США за лучший иностранный фильм, номинация на Премию Эдгара Аллана По.
- 1967 — «Скандал»
- 1967 — «Полуночная жара». Фильм получил пять премий «Оскар» при семи номинациях, включая награду «За лучший фильм».
- 1968 — «Убийство а ля Мод[англ.]». Первый полнометражный фильм Брайана де Пальмы как режиссёра и сценариста.
- 1971 — «Хорошенькие девушки, станьте в ряд». Единственный полнометражный художественный кинофильм Джина Родденберри, где он был сценаристом.
- 1974 — «Китайский квартал». Несколько «Оскаров», «Золотых глобусов» и «BAFTA»; 2-е место в списке «Лучших американских детективов».
- 1974 — «Убийство в „Восточном экспрессе“». «Оскар» в категории «Лучшая актриса второго плана» и ещё пять номинаций на «Оскар»; сборы превысили бюджет в 26 раз.
- 1976 — «Наваждение». Сборы фильма более чем в три раза превысили бюджет — первый значительный кассовый успех Брайана де Пальмы.
- 1978 — «Смерть на Ниле». «Оскар» в категории «Лучший дизайн костюмов».
- 1979 — «Убийство по приказу». Пять премий «Джини».

«Новая волна»
К «новой волне фильмов-тайн» кинокритики относят такие картины как «Сделано в США» (1966) — это ироничный не вполне традиционный детектив с некоторыми отсылками к «Глубокому сну» 1966 года; «Тони Роум» (1967), в котором главную роль исполнил Фрэнк Синатра. В следующем году Синатра исполнил ту же роль в продолжении: «Девушка в цементе». «Разговор» (1974) — «Золотая пальмовая ветвь» и номинация на «Оскар»; «Ночные ходы» (1975) — номинация на «BAFTA». «Кирпич» (2005) — фильм собрал хорошую кассу, однако критики посмеялись над тем, как современные старшеклассники, изъясняются на жаргоне, почёрпнутом из хэмметовских романов времён Великой депрессии, и над главным героем, который «косит» под Хамфри Богарта.
«Потеря памяти»
Амнезия нередко находилась в центре сюжетов фильмов-тайн. Например: «Перекрёсток» (1942), «Где-то в ночи» (1946). В 1960-х годах истории об амнезии пережили возрождение в жанре фильмов-тайн. Здесь главный герой теряет воспоминания после какой-либо психической или физической травмы и отправляется на поиски, чтобы восстановить свою личность. При этом он оказывается в центре таинственных заговоров, убийств, шпионажа. Например: «Мираж» (1965), «Истерия» (1965). К концу 1970-х годов этот сюжетный ход снова потерял популярность, но в некоторой степени опять возродился в 1990-х годах: «На следующее утро» (1986), «Вдребезги» (1991), «Умереть заново» (1991), «Помни» (2000), «Остров проклятых (2010)».
«Джалло»
Джалло — поджанр итальянских фильмов ужасов, сочетающий элементы триллера и эротики. К началу 1970-х годов в этой стране стали популярны ленты смешанного жанра «джалло-тайна». В этих картинах, часто содержащих элементы готического ужаса, обычно участвуют обычные люди, вынужденные раскрывать серию странных убийств. Истории, как правило, сосредоточены вокруг серии ужасных убийств с садистским эротизмом (жертвами часто становятся красивые женщины). Злодеи, как правило, — это таинственные серийные убийцы-психопаты (часто в масках), за которыми охотится полиция и/или обычный человек, ставший сыщиком. Наиболее известные из таких фильмов: «Шесть женщин для убийцы» (1964), «Пять кукол для августовской луны» (1970), «Четыре мухи на сером бархате» (1971), «Странный порок госпожи Уорд» (1971), «Чёрное брюхо тарантула» (1971), «Что они сделали с Соланж?» (1972).

### 1980 — настоящее время
С конца 1970-х годов жанр «фильм-тайна» потерял свою популярность, поэтому с того времени таких картин было выпущено немного.
- 1980 — «Зеркало треснуло[англ.]»
- 1982 — «Зло под солнцем»
- 1983 — «Парк Горького». Фильм едва-едва окупился в прокате; номинация на «Золотой глобус» и на «BAFTA».
- 1984 — «Петля»
- 1984—1994 — «Приключения Шерлока Холмса». Телесериал. Из 60 оригинальных произведений о Холмсе две повести и 39 рассказов стали основой для 41 эпизода сериала.
- 1985 — «Молодой Шерлок Холмс». Первый полнометражный кинофильм с участием полностью компьютерного персонажа. Номинация на «Оскар» за лучшие визуальные эффекты.
- 1988 — «Свидание со смертью». При бюджете в 6 млн долларов, в прокате фильм собрал менее одного миллиона.
- 1990 — «Два Джейка»
- 1991 — «В. И. Варшавски». Фильм с главной героиней, частным детективом по имени В. И. Варшавски[англ.], должен был стать началом франшизы, но катастрофически провалился в прокате.
- 1991 — «Смертельные мысли»
- 1993 — «Восходящее солнце»
- 1995 — «Подозрительные лица». Два «Оскара».
- 1996 — «Звезда шерифа». Номинация на «Оскар» и множество других кинопремий.
- 1999 — «Генеральская дочь»
- 2000 — «Под подозрением»
- 2002 — «Кровавая работа»
- 2002 — «Звонок». Множество наград и номинаций. Один из самых кассовых ремейков фильмов ужасов[13]. Стал первым фильмом весьма успешной франшизы.
- 2003 — «База „Клейтон“». Фильм провалился в прокате.
- 2003 — «Таинственная река». Первый фильм, в котором Клинт Иствуд выступил композитором. Два «Оскара» и множество других кинонаград.
- 2004 — «Тайное окно»
- 2004 — «Забытое»
- 2005 — «Иллюзия полёта»
- 2007 — «Прощай, детка, прощай». Множество престижных премий и номинаций на них[14].
- 2007 — «Роковое число 23»
- 2009 — «Шерлок Холмс». «Золотой глобус» и две номинации на «Оскар».
- 2011 — «Шерлок Холмс: Игра теней». Номинации на премию «Сатурн» в категориях «лучший фильм в жанре боевик / приключения» и «лучшие костюмы». Сборы превысили бюджет более чем в четыре раза.

«Фильм ужасов — триллер — фильм-тайна»
В 1990-х и начале 2000-х годов некоторые фильмы ужасов и триллеры начали сочетать тайну и саспенс в сюжете, сосредотачиваясь на умных, социопатических серийных убийцах или таинственных сверхъестественных явлениях. Наиболее известные представители этого поджанра: «Братство волка» (2001), «Зодиак» (2007, основан на реальных событиях).
Ревизионистские фильмы-тайны
- 1985 — «Улика»
- 1994 — «Убийства на радио»
- 1995 — «Дьявол в голубом платье»
- 1996 — «Скала Малхолланд»
- 2001 — «Бункер»
- 2001 — «Госфорд-парк»
- 2004 — «Точка R»
- 2005 — «Призрак Красной реки»
- 2006 — «Смерть Супермена»
- 2018 — «Мы всегда жили в замке»

## Лучшие фильмы-тайны США
В 2008 году Американский институт киноискусства составил список из 10 лучших американских фильмов-тайн всех времён:
| №  | Название                        | Год  |
| -- | ------------------------------- | ---- |
| 1  | Головокружение                  | 1958 |
| 2  | Китайский квартал               | 1974 |
| 3  | Окно во двор                    | 1954 |
| 4  | Лора                            | 1944 |
| 5  | Третий человек                  | 1949 |
| 6  | Мальтийский сокол               | 1941 |
| 7  | К северу через северо-запад     | 1959 |
| 8  | Синий бархат                    | 1986 |
| 9  | В случае убийства набирайте «М» | 1954 |
| 10 | Подозрительные лица             | 1995 |

## Жанровые сочетания: комедии, ужасы и пр.
Известные фильмы-тайны в обрамлении других киножанров
- 1924 — Шерлок-младший — одно из первых успешных сочетаний фильма-тайны и комедии.
- 1927 — Кот и канарейка — одно из первых успешных сочетаний фильма-тайны и комедии.
- 1942 — Ночной монстр[англ.] — одно из первых успешных сочетаний фильма-тайны и «сверхъестественного» фильма.
- 1945 — Заворожённый — психологический триллер-тайна.
- 1975 — Побег на Ведьмину гору[англ.] — сочетание с фэнтези и научной фантастикой. Продолжения в том же комбинированном жанре: «Возвращение с Ведьминой горы[англ.]» (1978) и «Ведьмина гора» (2009).
- 1978 — Глаза Лауры Марс — неонуар-триллер. Одно из самых известных американских подобий итальянских джалло.
- 1986 — Имя розы — в XIV веке францисканский монах ведёт расследование убийств в стиле Шерлока Холмса.
- 1987 — Сердце Ангела — неонуар — психологический фильм ужасов. Лента начинается как ретро-детектив, но вскоре превращается в шокирующий сверхъестественный хоррор.
- 1991 — Джон Ф. Кеннеди. Выстрелы в Далласе — политический триллер-тайна.
- 1999 — Сонная Лощина — готический фильм ужасов. В 1799 году констебль использует научные методы в стиле Шерлока Холмса и криминалистику, чтобы раскрыть серию убийств.
- 2003 — День расплаты — историческая драма.

## Пародии иоммаж
- 1942 — «Кто это сделал?» — первая успешная кинопародия на жанр «фильм-тайна».
- 1945 — «Леди в поезде[англ.]» — комедийный криминальный нуар.
- 1947 — «Моя любимая брюнетка» — обычного фотографа принимают за детектива и ему приходится расследовать крупное преступление.
- 1971 — «Возможно, они великаны[англ.]» — комедийный фильм-тайна. Душевнобольной, считающий себя Шерлоком Холмсом, вместе со своим психиатром отправляются в одиссею «а-ля Дон Кихот» по Нью-Йорку.
- 1971 — «Сыщик» — криминальная комедия. Обычный человек, желающий быть «как Хамфри Богарт», становится частным детективом.
- 1975 — «Чёрная птица[англ.]» — комедийный «сиквел» «Мальтийского сокола» (1941).
- 1975 — «Приключения хитроумного брата Шерлока Холмса[англ.]» — музыкальная комедия.
- 1976 — «Ужин с убийством» — комедийный фильм-тайна.
- 1977 — «Позднее шоу» — неонуар-тайна.
- 1978 — «Дешёвый детектив» — комедийный фильм-тайна.
- 1978 — «Грязная игра» — романтическая комедия, неонуар-триллер. Позднее были выпущены фильмы «Флетч» (1985) и «Флетч жив» (1989), во всех трёх комедиях главную роль исполнил Чеви Чейз; все эти ленты отдают дань уважения винтажным детективным фильмам и Альфреду Хичкоку.
- 1980 — «Человек с лицом Богарта[англ.]» — комедия. Детектив меняет свое лицо, становясь похожим на Хамфри Богарта, и оказывается вовлеченным в тайну, напоминающую «Мальтийского сокола».
- 1980 — «Частные сыщики[англ.]» — комедийный фильм-тайна.
- 1982 — «Мёртвые пледов не носят» — неонуарный комедийный фильм-тайна. Действие происходит в 1940-х годах и снято в черно-белом формате.
- 1982 — «Хэммет» — неонуарный фильм-тайна. Вымышленная история о Дэшиле Хэммете, вовлеченном в реальные тайны, которые вдохновили его на создание романов.
- 1988 — «Без единой улики» — комедия об актёре, нанятом для того, чтобы выдать себя за Шерлока Холмса.
- 1993 — «Загадочное убийство в Манхэттене» — чёрная комедия, фильм-тайна.
- 1994 — «Пропавшие миллионы» — комедийный боевик.
- 1998 — «Нулевой эффект[англ.]» — комедийный фильм-тайна.
- 1998 — «Сумерки» — неонуарный триллер.
- 2003 — «Поющий детектив» — музыкальная криминальная комедия.
- 2004 — «Взломщики сердец» — чёрная комедия. Необычная философская комедия рассказывает о двух «экзистенциальных детективах», нанятых для раскрытия смысла жизни.
- 2004 — «Клуб ужасов» — комедийный слэшер.
- 2005 — «Поцелуй навылет» — неонуарная чёрная комедия, криминальный фильм. Дебют режиссёра Шейна Блэка.
- 2006 — «Компаньоны» — музыкальная комедия. Главный герой — детектив в стиле Реймонда Чандлера, чьи приключения всегда превращаются в фарс.
- 2009 — «Тёмная ненастная ночь[англ.]» — независимая пародия на «дома с призраками» и голливудские фильмы-тайны 1930-х — 1940-х годов.
- 2015 — «Иррациональный человек» — криминальный драматический фильм-тайна.

## Известные кино-сыщики
| Персонаж                | Создатель                    | Первое появление на экране              |
| ----------------------- | ---------------------------- | --------------------------------------- |
| Лью Арчер               | Росс Макдоналд               | Харпер (1966)                           |
| Торчи Блейн             | Луи Фредерик Небел           | Умная блондинка (1937)                  |
| Чарли Чан               | Эрл Дерр Биггерс             | Дом без ключа (1926)                    |
| Ник и Нора Чарльз       | Дэшил Хэммет                 | Тонкий человек (1934)                   |
| Алекс Кросс             | Джеймс Паттерсон             | Целуя девушек (1997)                    |
| Бульдог Драммонд        | Герман Сирил МакНил          | Бульдог Драммонд (1922)                 |
| Майк Хаммер             | Микки Спиллейн               | Суд — это я (1953)                      |
| Нэнси Дрю               | Кэролайн Кин                 | Нэнси Дрю — детектив (1938)             |
| Шерлок Холмс            | Артур Конан Дойл             | Озадаченный Шерлок Холмс (1900)         |
| Одинокий Волк           | Луи Джозеф Вэнс              | Одинокий Волк (1917)                    |
| Филип Марлоу            | Реймонд Чандлер              | Это убийство, моя милочка (1944)        |
| Мисс Марпл              | Агата Кристи                 | В 16.50 из Паддингтона (1961)           |
| Мистер Мото             | Джон Маркванд                | Думай быстро, мистер Мото (1937)        |
| Эркюль Пуаро            | Агата Кристи                 | Алиби (1931)                            |
| Эллери Куин             | Манфред Ли и Фредерик Данней | Тайна испанского плаща (1935)           |
| Иезекииль «Изи» Роулинс | Уолтер Мосли                 | Дьявол в голубом платье (1995)          |
| Майкл Шейн              | Бретт Халлидей               | Майкл Шейн — частный детектив (1940)    |
| Сэм Спейд               | Дэшил Хэммет                 | Мальтийский сокол (1931)                |
| Святой (Саймон Темплар) | Лесли Чартерис               | Святой в Нью-Йорке (1938)               |
| Дик Трейси              | Честер Гулд                  | Дик Трейси (1937)                       |
| Фило Вэнс               | С. С. Ван Дайн               | Дело об убийстве канарейки (1929)       |
| Хильдегард Уайтерс      | Стюарт Палмер                | Убийство в бассейне с пингвинами (1932) |
| Ниро Вульф              | Рекс Стаут                   | Встречайте Ниро Вульфа (1936)           |
| Мистер Вонг             | Хью Уайли                    | Мистер Вонг — детектив (1938)           |